# 阿史那泥孰
阿史那泥孰（？—634年），名泥孰，又作泥熟，阿史那氏。西突厥可汗，又作大度可汗，世为莫贺（设），又称泥孰莫贺（设）。
阿史那泥孰在唐朝武德年间，曾至长安，与秦王李世民结为兄弟。628年，莫贺咄暗杀统叶护可汗，自立为可汗，他自称大可汗后，西突厥十姓不服。弩失毕部共同推举泥孰为可汗。泥孰不肯就位，迎立统叶护可汗子咥力特勤，是为肆叶护可汗。统辖弩失毕五部，与莫贺咄对抗。630年，莫贺咄兵败，被泥孰杀死。诸部共推肆叶护为西突厥大可汗。但肆叶护疑心拥立他的泥孰，又阴谋杀害泥孰，泥孰逃往焉耆。632年秋，肆叶护遭设卑达官与弩失毕部攻击，逃往康居，不久死亡。西突厥迎立泥孰，是为咄陆可汗。
泥孰被推举为西突厥可汗后，即派遣使臣至唐朝长安表示内附。632年（贞观六年），唐朝的代表鸿胪少卿刘善因抵达西突厥，泥孰在牙庭接见，唐朝册封泥孰为吞阿娄拔奚利邲咄陆可汗，他是第一个唐朝册封的西突厥可汗，这标志着西突厥亲唐势力的建立。634年，泥孰病死。薛宗正《突厥史》认为阿史那泥孰与阿史那弥射为一人。